# Saint-Germain-le-Vasson
Saint-Germain-le-Vasson ist eine französische Gemeinde mit 960 Einwohnern (Stand 1. Januar 2022) im Département Calvados in der Region Normandie. Sie gehört zum Arrondissement Caen und zum Kanton Le Hom.

## Geographie
Saint-Germain-le-Vasson grenzt an folgende Gemeinden:
| Barbery  | Urville                                     | Grainville-Langannerie                                    |
| Moulines | Kompassrose, die auf Nachbargemeinden zeigt | Grainville-Langannerie                                    |
| Moulines | Fontaine-le-Pin                             | Estrées-la-Campagne Soumont-Saint-Quentin Fontaine-le-Pin |

## Bevölkerungsentwicklung
| Jahr                       | 1962 | 1968 | 1975 | 1982 | 1990 | 1999 | 2006 | 2019 |
| Einwohner                  | 813  | 818  | 839  | 796  | 880  | 935  | 929  | 950  |
| Quellen: Cassini und INSEE |      |      |      |      |      |      |      |      |

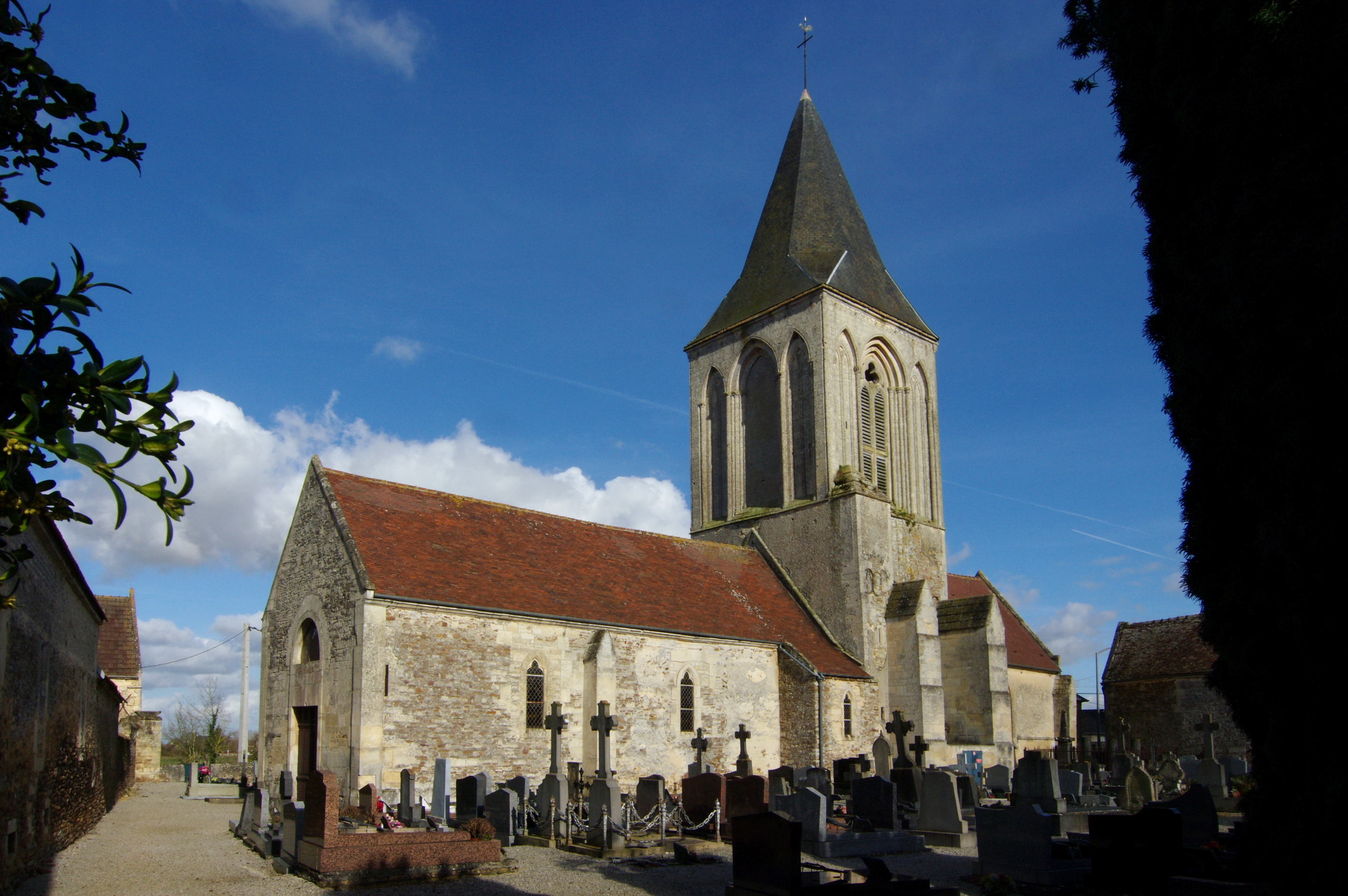
Kirche Saint-Germain
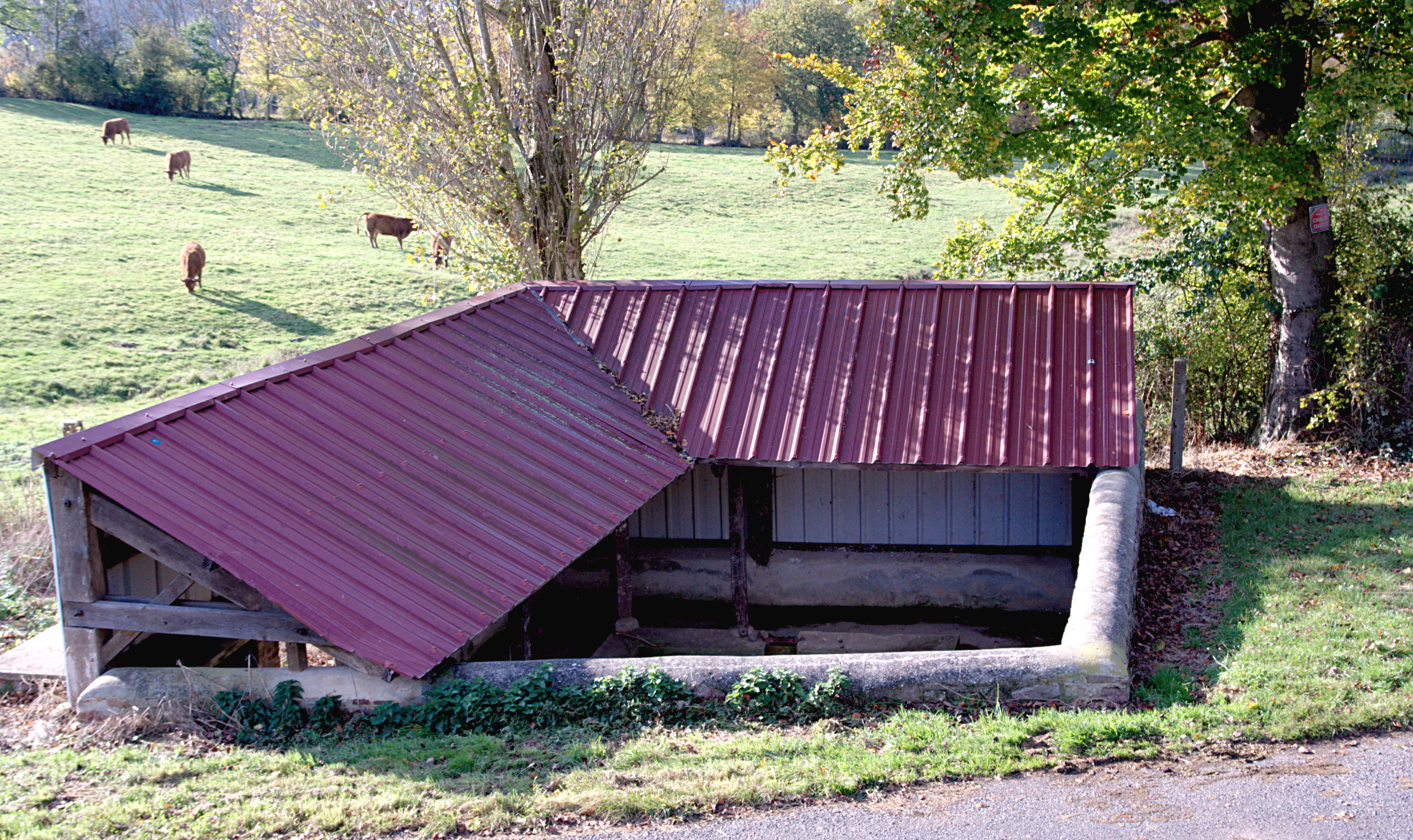
Lavoir La Broquette
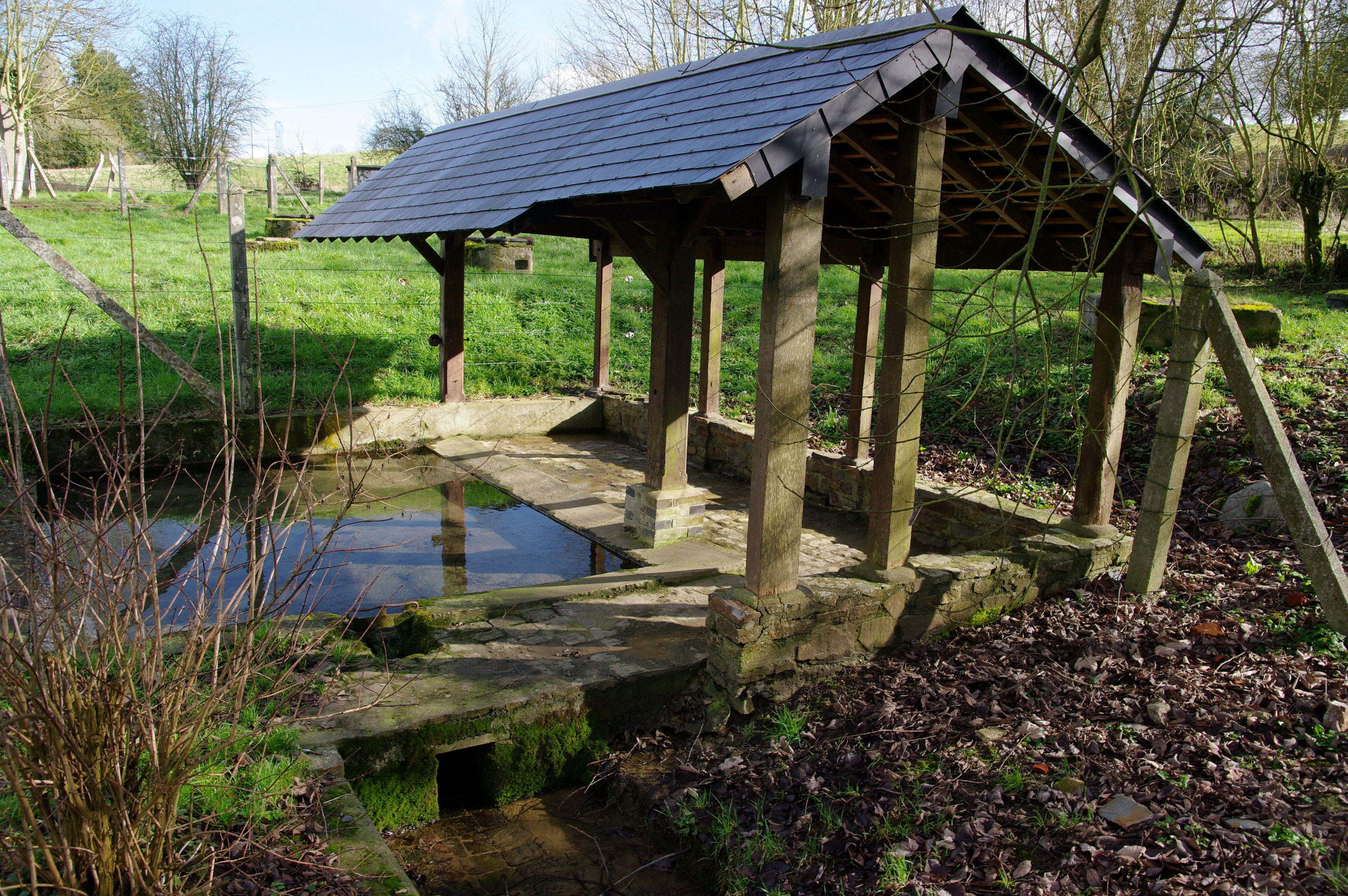
Lavoir La Fontaine
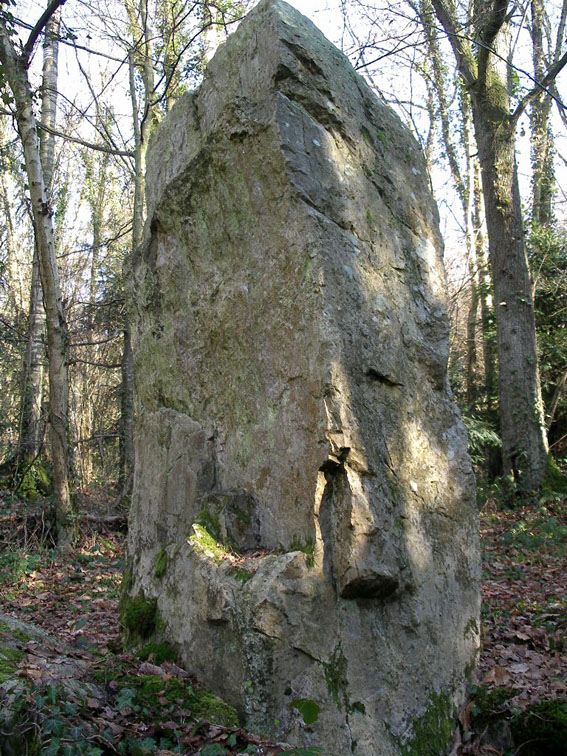
Menhir de la Roche Piquée